# Saint-Jean-de-Liversay
Saint-Jean-de-Liversay és un municipi francès situat al departament del Charente Marítim. Es troba a la regió de la Nova Aquitània i l'any 2007 tenia 2.229 habitants.

## Demografia

### Població
El 2007 la població de fet de Saint-Jean-de-Liversay era de 2.229 persones. Hi havia 889 famílies de les quals 240 eren unipersonals (116 homes vivint sols i 124 dones vivint soles), 268 parelles sense fills, 365 parelles amb fills i 16 famílies monoparentals amb fills.
La població ha evolucionat segons el següent gràfic:
Habitants censats

### Habitatges
El 2007 hi havia 1.067 habitatges, 902 eren l'habitatge principal de la família, 109 eren segones residències i 56 estaven desocupats. 961 eren cases i 14 eren apartaments. Dels 902 habitatges principals, 686 estaven ocupats pels seus propietaris, 199 estaven llogats i ocupats pels llogaters i 16 estaven cedits a títol gratuït; 79 tenien una cambra, 20 en tenien dues, 108 en tenien tres, 259 en tenien quatre i 436 en tenien cinc o més. 724 habitatges disposaven pel capbaix d'una plaça de pàrquing. A 330 habitatges hi havia un automòbil i a 469 n'hi havia dos o més.

### Piràmide de població
La piràmide de població per edats i sexe el 2009 era:
| Homes | Edats   | Dones |
| ----- | ------- | ----- |
| 4     | 95 o +  | 16    |
| 8     | 90 a 94 | 12    |
| 12    | 85 a 89 | 44    |
| 12    | 80 a 84 | 12    |
| 52    | 75 a 79 | 16    |
| 44    | 70 a 74 | 72    |
| 48    | 65 a 69 | 48    |
| 28    | 60 a 64 | 52    |
| 20    | 55 a 59 | 28    |
| 64    | 50 a 54 | 80    |
| 68    | 45 a 49 | 60    |
| 68    | 40 a 44 | 64    |
| 44    | 35 a 39 | 48    |
| 60    | 30 a 34 | 56    |
| 56    | 25 a 29 | 52    |
| 44    | 20 a 24 | 40    |
| 44    | 15 a 19 | 72    |
| 40    | 10 a 14 | 48    |
| 44    | 5 a 9   | 44    |
| 52    | 0 a 4   | 24    |

## Economia
El 2007 la població en edat de treballar era de 1.374 persones, 1.055 eren actives i 319 eren inactives. De les 1.055 persones actives 971 estaven ocupades (511 homes i 460 dones) i 85 estaven aturades (44 homes i 41 dones). De les 319 persones inactives 118 estaven jubilades, 92 estaven estudiant i 109 estaven classificades com a «altres inactius».

### Ingressos
El 2009 a Saint-Jean-de-Liversay hi havia 902 unitats fiscals que integraven 2.300,5 persones, la mediana anual d'ingressos fiscals per persona era de 16.433 €.

### Activitats econòmiques
Dels 87 establiments que hi havia el 2007, 1 era d'una empresa extractiva, 1 d'una empresa alimentària, 5 d'empreses de fabricació d'altres productes industrials, 22 d'empreses de construcció, 16 d'empreses de comerç i reparació d'automòbils, 1 d'una empresa de transport, 3 d'empreses d'hostatgeria i restauració, 1 d'una empresa d'informació i comunicació, 1 d'una empresa financera, 3 d'empreses immobiliàries, 12 d'empreses de serveis, 18 d'entitats de l'administració pública i 3 d'empreses classificades com a «altres activitats de serveis».
Dels 24 establiments de servei als particulars que hi havia el 2009, 1 era una oficina de correu, 2 tallers de reparació d'automòbils i de material agrícola, 1 autoescola, 3 paletes, 4 guixaires pintors, 2 fusteries, 3 lampisteries, 3 electricistes, 2 empreses de construcció, 1 perruqueria i 2 restaurants.
Dels 5 establiments comercials que hi havia el 2009, 1 era una botiga de menys de 120 m², 1 una fleca, 1 una carnisseria, 1 una botiga de material esportiu i 1 un drogueria.
L'any 2000 a Saint-Jean-de-Liversay hi havia 58 explotacions agrícoles que ocupaven un total de 4.107 hectàrees.

## Equipaments sanitaris i escolars
El 2009 hi havia 1 farmàcia i 1 ambulància.
El 2009 hi havia una escola elemental.

## Poblacions més properes
El següent diagrama mostra les poblacions més properes.